# Park Yun-bae
Park Yun-bae (* 23. September 1979 in der Provinz Gangwon-do) ist ein südkoreanischer Biathlet.
Park Yun-bae lebt in der Gangwon-Provinz. Der verheiratete Soldat begann 1988 mit dem Biathlonsport. Er wird von Park Nam-ho trainiert. Park debütierte 1999 im Biathlon-Weltcup Sein erstes Rennen bestritt er bei einem Einzel in Hochfilzen, in dem er den 100. Platz belegte. Erster Höhepunkt wurden die Biathlon-Weltmeisterschaften 2001 in Pokljuka. Im Einzel wurde er 84. und 86. im Sprintrennen. 2003 folgte die Teilnahme an der WM in Chanty-Mansijsk mit den Rängen 88 im Einzel und 86 im Sprint. Bei den Sommerbiathlon-Weltmeisterschaften 2003 in Osrblie war Platz 26 im Massenstart bestes Ergebnis. Sein bestes Resultat erreichte der Südkoreaner in der Saison 2004/05, als er in Pokljuka 74. wurde. Höhepunkt der Saison wurde erneut die Weltmeisterschaft, die 2005 in Hochfilzen stattfand. Im Einzel lief er auf Platz 97, im Sprint erreichte er den 88. Platz. Bislang letztes Großereignis wurden die Olympischen Winterspiele 2006 von Turin. Bei den Wettkämpfen in Cesana San Sicario erreichte Park mit den Rängen 81 im Einzel und 79 im Sprint zwei seiner besten internationalen Ergebnisse.

## Weltcupstatistik
Die Tabelle zeigt alle Platzierungen (je nach Austragungsjahr einschließlich Olympische Spiele und Weltmeisterschaften).
- 1.–3. Platz: Anzahl der Podiumsplatzierungen
- Top 10: Anzahl der Platzierungen unter den ersten zehn (einschließlich Podium)
- Punkteränge: Anzahl der Platzierungen innerhalb der Punkteränge (einschließlich Podium und Top 10)
- Starts: Anzahl gelaufener Rennen in der jeweiligen Disziplin

| Platzierung                      | Einzel | Sprint | Verfolgung | Massenstart | Staffel | Gesamt |
| -------------------------------- | ------ | ------ | ---------- | ----------- | ------- | ------ |
| 1. Platz                         |        |        |            |             |         |        |
| 2. Platz                         |        |        |            |             |         |        |
| 3. Platz                         |        |        |            |             |         |        |
| Top 10                           |        |        |            |             |         |        |
| Punkteränge                      |        |        |            |             | 2       | 2      |
| Starts                           | 12     | 31     |            |             | 2       | 45     |
| Stand: nach der Saison 2009/2010 |        |        |            |             |         |        |